# Nanosialis ponomarenkoi

Nanosialis ponomarenkoi (лат.) — ископаемый вид насекомых из семейства Nanosialidae отряда верблюдки. Пермский период. Россия (Вологодская область, Poldarsa Formation, около 255 млн лет). Один из древнейших видов отряда.

## Описание
Мелкие насекомые, длина переднего крыла 3,0 мм (предположительная общая длина тела около 2 мм). Две анальные жилки (2A+3A) отграничивают одну анальную ячейку. Жилка MP1 3-разветвлённая, жилка MP2 2-разветвлённая. Ширина брюшка и мезоскутума 0,7 мм. Первый тергит укороченный. Ячейка 1mp длинная. Птеростигма треугольная, сравнительно длинная, затемнённая. Анальная лопасть составляет около ≈1/2 общей длины крыла и содержит две анальные жилки. Поперечная жилка ir1 находится у основания птеростигмы. Жилка rp-ma отсутствует.  Вид был впервые описан в 2013 году российским энтомологом Дмитрием Щербаковым (Палеонтологический институт РАН, Москва) и назван в честь палеоэнтомолога Александра Пономаренко.